# Charles R. Goldman
Charles Remington Goldman (* 9. November 1930 in Urbana, Illinois) ist ein US-amerikanischer Limnologe und Ökologe. Er war Professor an der University of California, Davis (UCD).

## Leben
Goldman studierte zunächst Geologie an der University of Illinois mit dem Bachelor-Abschluss 1952 und dann Zoologie mit dem Master-Abschluss 1955. Er wurde 1958 in Limnologie und Fischereiwesen an der University of Michigan promoviert. 1957/58 war er beim US Fish and Wildlife Service in Alaska mit Fischereistudien beauftragt. 1958 wurde er Instructor und später Professor für Zoologie an der UCD. 1966 bis 1969 war er dort Direktor des Instituts für Ökologie und ab 1971 war er dort Professor für Umweltstudien (Environmental Studies).
Neben rund 400 wissenschaftlichen Veröffentlichungen drehte er auch vier Dokumentarfilme. Er forschte lange Jahre am Lake Tahoe, unternahm aber Feldstudien in allen Kontinenten (einschließlich Antarktis). Er war an Umweltstudien zum Beispiel in Zusammenhang mit Dammbauprojekten in Honduras, Argentinien, Ecuador und Papua-Neuguinea beteiligt.
Ab 1988 war er Vorsitzender des nationalen US-Komitees des Programms Mensch und Biosphäre der UNESCO. 1998 erhielt er den Albert Einstein World Award of Science. 1965 war er Guggenheim Fellow.

## Schriften
- mit Alexander J. Horne: Limnology, McGraw Hill 1983
- Herausgeber mit James McEvoy III, Peter J. Richerson: Environmental quality and water development, Freeman, San Francisco 1973